# Gare de Kitano (Tokyo)
La gare de Kitano (北野駅, Kitano-eki) est une gare ferroviaire de la ville de Hachiōji, dans la préfecture de Tokyo, au Japon. La gare est exploitée par la compagnie Keiō.

## Situation ferroviaire
La gare de Kitano est située au point kilométrique (PK) 31,6 de la ligne Keiō. Elle marque le début de la ligne Takao.

## Histoire
La gare a été inaugurée le 24 mars 1925.

## Service des voyageurs

### Accueil
La gare dispose d'un bâtiment voyageurs, avec guichet, ouvert tous les jours.

### Desserte
- Ligne Takao :
  - voies 1 et 2 : direction Takaosanguchi
- Ligne Keiō :
  - voies 1 et 2 : direction Keiō-Hachiōji
  - voies 3 et 4 : direction Shinjuku